# Хопер (вагон)

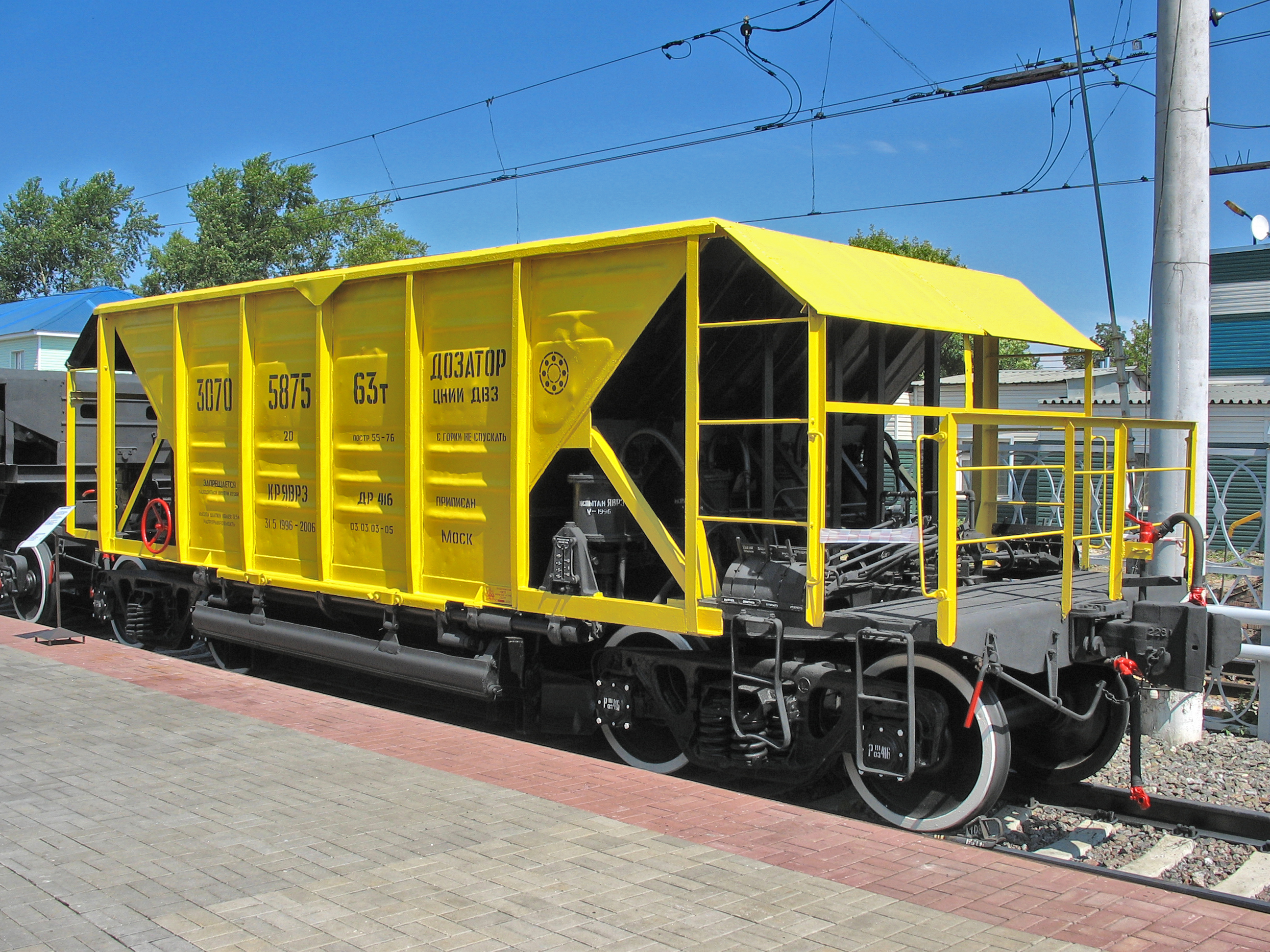
Хопер-дозатор

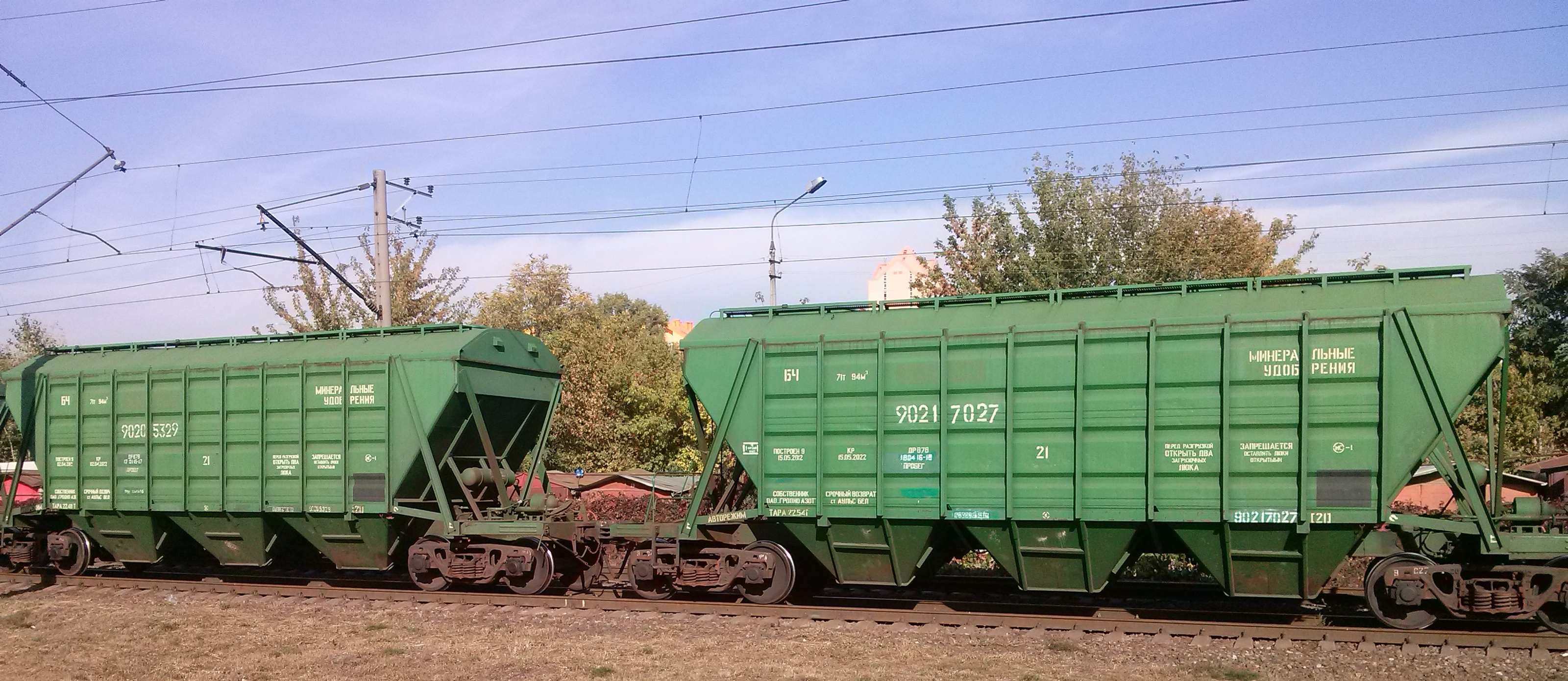
Хопер-зерновози моделі 19-3054-01 виробництва Брянський машинобудівний завод

Хо́пер, або го́пер (рос. хоппер, англ. hopper car, від hopper — «бункер, кіш») — саморозвантажуваний вантажний вагон, кузов якого переважно закритий згори і має форму бункера з похилими частинами днища. У дні кузова є розвантажувальні люки. Використовують для перевезення сипких вантажів; на гірничих підприємствах — при відкритій розробці родовищ корисних копалин.
Вагон-дозатор чи хопер-дозатор (англ. measuring hopper,  scale car, нім. Dosierwagen) — вагон для перевезення і механізованого вивантаження з одночасним дозуванням і розрівнюванням баластних матеріалів при будівництві і ремонті рейкової колії.